# بوين (محافظة)
محافظة بوين (بوين-غون) هي محافظة في مقاطعة تشنغتشونغ الشمالية , كوريا الجنوبية.